# Aminokwasy rozgałęzione
Aminokwasy rozgałęzione (ang. branched-chain amino acid, BCAA) – aminokwasy posiadające rozgałęziony boczny łańcuch alifatyczny. W grupie aminokwasów białkowych istnieją 3 spełniające ten warunek: leucyna, izoleucyna i walina.

## Wykorzystanie w sporcie
Aminokwasy rozgałęzione zmniejszają uczucie zmęczenia po treningu, poprzez obniżenie ilości tryptofanu w krwi, co prowadzi do spadku stężenia serotoniny (odpowiedzialnej za uczucie senności i zmęczenia) w mózgu, dlatego są często spożywane w postaci suplementów przez sportowców.
Wykazują również potencjał antykataboliczny w komórkach mięśniowych, gdyż zwiększają one pobieranie energii z adipocytów przez organizm, ograniczając zużywanie aminokwasów do procesów energetycznych oraz pozytywnie wpływają na potreningową regenerację tkanki mięśniowej.

leucyna
izoleucyna
walina